# Mustafà Fadil Paixà
Mustafà Fadil Paixà "Misirli" o “l'Egipci” (El Caire 1830- Istanbul, 2 de desembre de 1875), polític otomà, fill d'Ibrahim Paixà d'Egiptei net de Muhàmmad Alí Paixà.
Va seguir carrera a la cort otomana i fou visir (1858), ministre d'Educació (1862) i de Finances (1863). Va dimitir el 1864. President del Majlis-i Khazain (1865) fou revocat el 1866 per criticar Fuad Paixà i expulsat de l'Imperi Otomà. Va anar llavors a París i va encapçalar el moviment liberal turc. El 1867 va poder tornar a l'Imperi i després d'ocupar alguns càrrecs fou ministre de Finances el 1870 i després de Justícia (1871); Va ocupar aquest càrrec fins al gener de 1872.